# 2090-talet
2090-talet kommer att bli ett decennium som startar söndagen den 1 januari 2090 och slutar torsdagen den 31 december 2099. Det blir det sista decenniet på seklet 2000-talet, det 21:a århundradet.

## Förutsedda Händelser
- 2090
  - 23 september – Total solförmörkelse i Storbritannien som maximalt beräknas vara under 2 minuter och 10 sekunder.
- 2095
  - 8 maj – Merkuriuspassage.
- 2098
  - 10 november – Merkuriuspassage.